# 李正武

李正武院士

李正武（1916年11月8日—2013年7月30日），男，浙江东阳人，中国等离子体物理、核物理学家，中国科学院院士，中国受控核聚变研究奠基人。中国政协第四、五、六、七届全国政协委员。

## 生平
1931年，李正武自浙江省立高级中学毕业。1938年，毕业于清华大学（西南联大时期）物理系，并相继在江苏医学院、复旦大学任教，1945年任交通大学物理系副教授。
1947年，李正武赴美国加州理工学院留学，于1951年毕业，获博士学位后留校、任美国加州理工学院凯洛格（核物理）实验室研究员，曾在美国望城医学中心从事核技术和辐射应用工作。
1955年，李正武夫妇与钱学森夫妇等科学家回归中华人民共和国，回国后，其长期在中国科学院原子能研究所从事核物理、等离子体物理和受控核聚变等方面研究；是中国较早从事受控热核聚变研究的科学家之一。
在1980年，李正武当选中国科学院数理学部委员（院士），曾任核工业西南物理研究院院长，后被授予名誉院长头衔。1987年获中国国家科技进步奖一等奖。
2013年7月30日8时35分，因病在北京安贞医院医治无效去世，享年97岁。